# Kostel svatého Mikuláše (Liptovský Mikuláš)
Kostel svatého Mikuláše v Liptovském Mikuláši je gotický římskokatolický kostel z druhé poloviny 13. století, který se nachází v historickém centru města Liptovský Mikuláš v tradičním regionu Liptov v Žilinském kraji na Slovensku. Byl mu udělen status Národní kulturní památka Slovenské republiky.

## Historie
Kostel byl postaven na místě staršího románského kostela, který byl do stavby začleněn jako sakristie, a je tak nejstarší částí dnešní stavby. Jedná se o trojlodní stavbu postavenou v raně gotickém slohu v druhé polovině 13. století. První písemná zmínka o kostele pochází z roku 1299. Kostel byl postaven ještě před založením města a sloužil pěti okolním osadám (Vrbica, Okoličné, Ploštín, Palúdzka, Bobrovec), později bylo založeno město Liptovský Mikuláš, které se kolem něj postupně rozrůstalo, ve druhé polovině 15. století byl kostel rozšířen v pozdně gotickém slohu. V tomto období byl kostel také opevněn. V 18. století prošel kostel také barokní přestavbou. Ke konci 19. století, v roce 1883, byl objekt vážně poškozen požárem. Rozsáhlou rekonstrukcí prošel kostel v letech 1941–1943, kdy bylo odstraněno opevnění a kostelu byl navrácen raně gotický ráz.
Hlavní oltář v interiéru kostela je zasvěcen svatému Mikuláši a pochází z roku 1903. Kromě něj se v kostele nacházejí dva boční oltáře, oltář Nejsvětější svátosti a oltář Panny Marie, který byl zhotoven v letech 1470–1480. Křtitelnice je kamenná z roku 1490.

## Zajímavosti
- Kostel je největší raně gotickou stavbou na Liptově.
- Je nejstarší dochovanou stavbou v Liptovském Mikuláši.
- Současný hlavní oltář pochází z roku 1903, ale obsahuje starší prvky z let 1500–1510.
- V letech 1632–1637 v kostele kázal evangelický farář Jiří Třanovský.

## Galerie

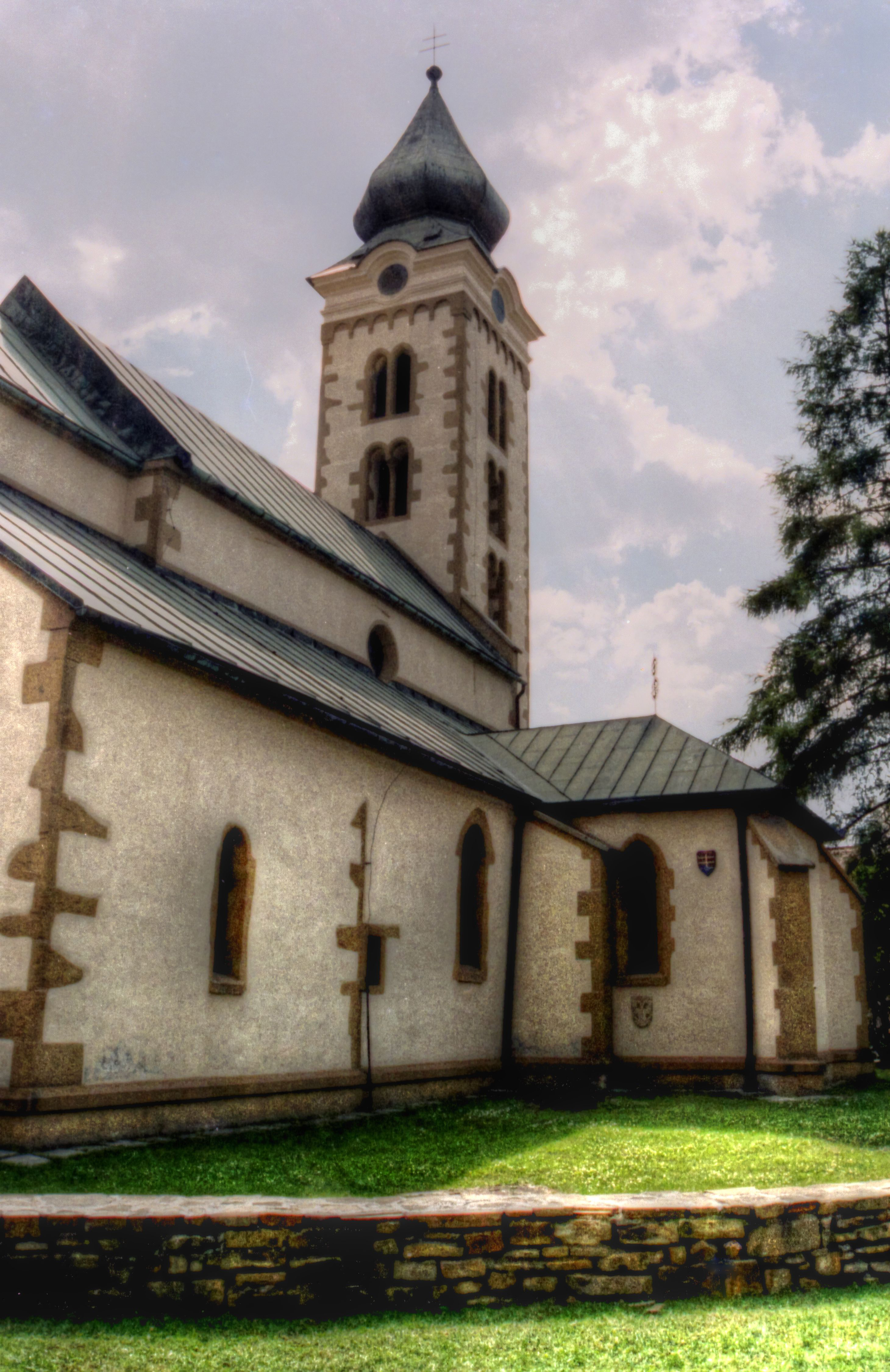
Pohled na severní průčelí kostela
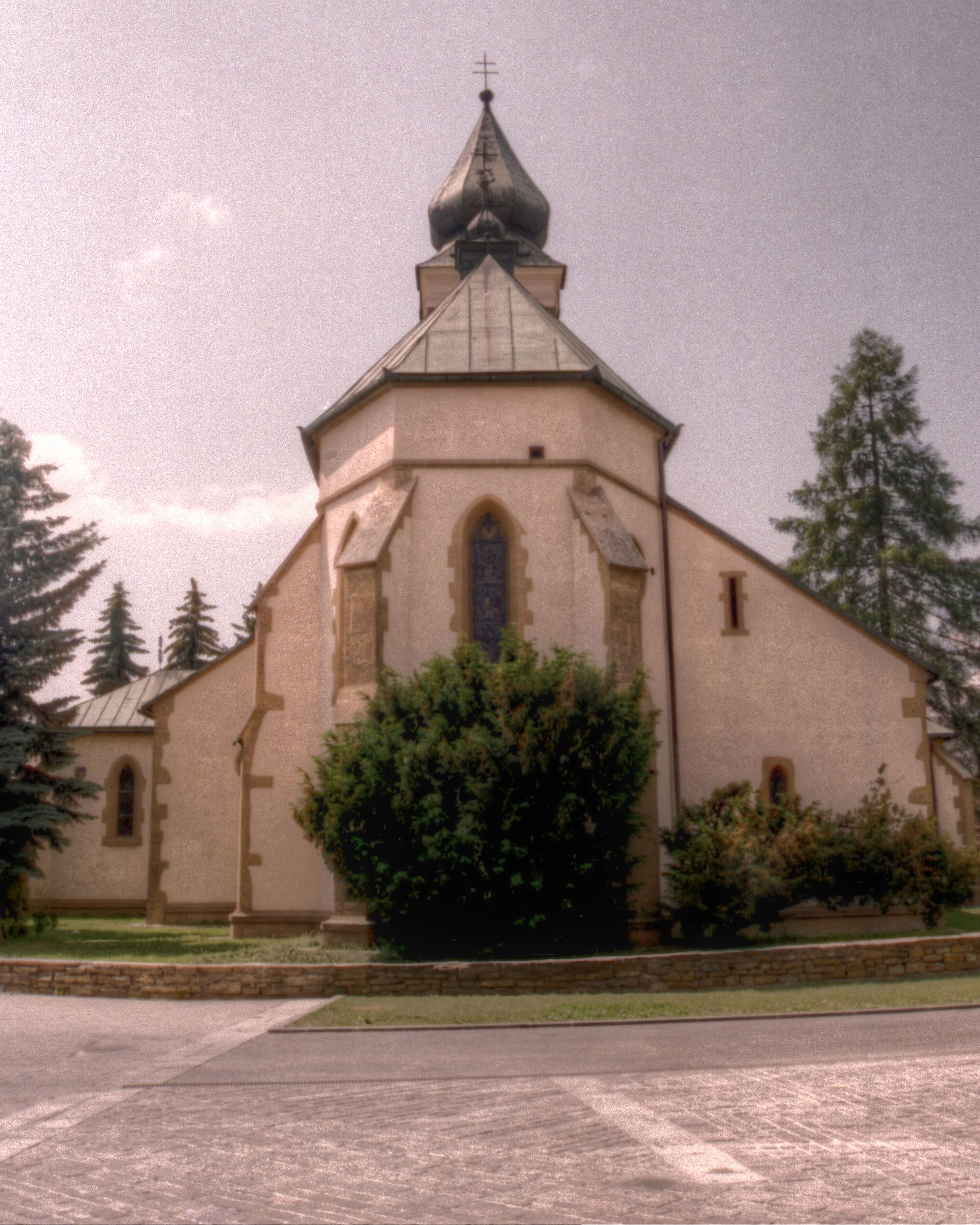
Pohled na východní průčelí kostela
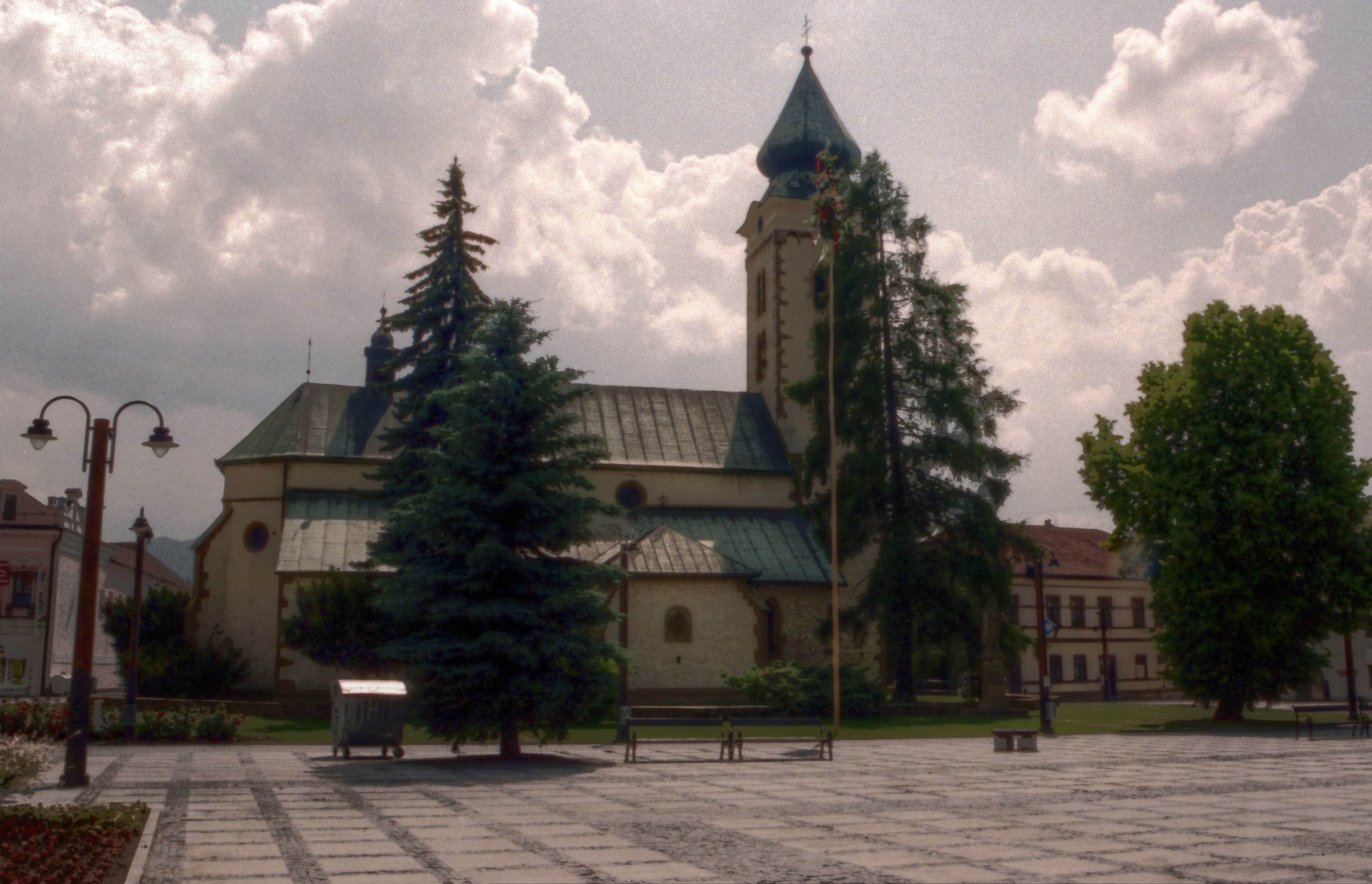
Celkový pohled na kostel od severu
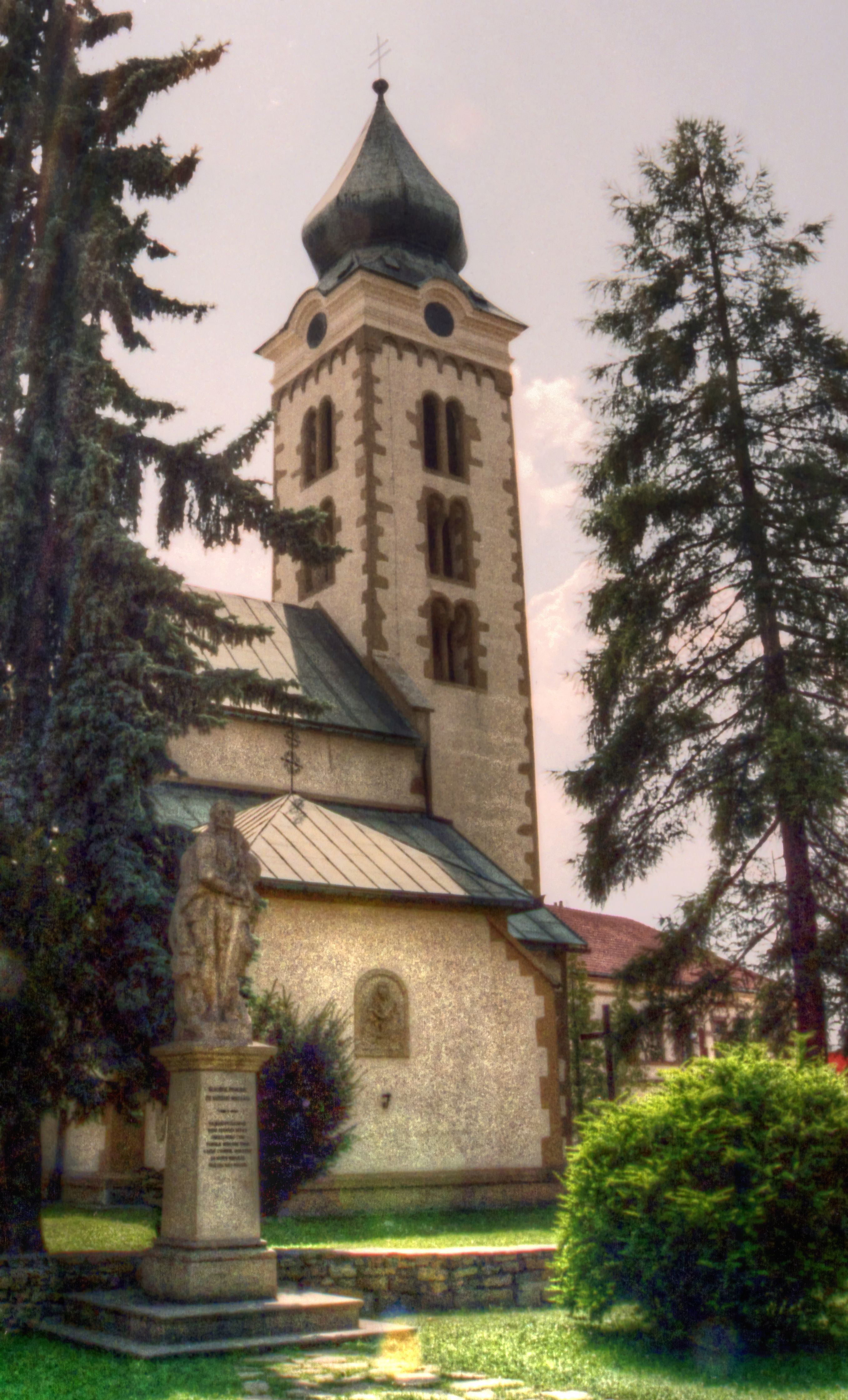
Pohled na věž kostela od severovýchodu
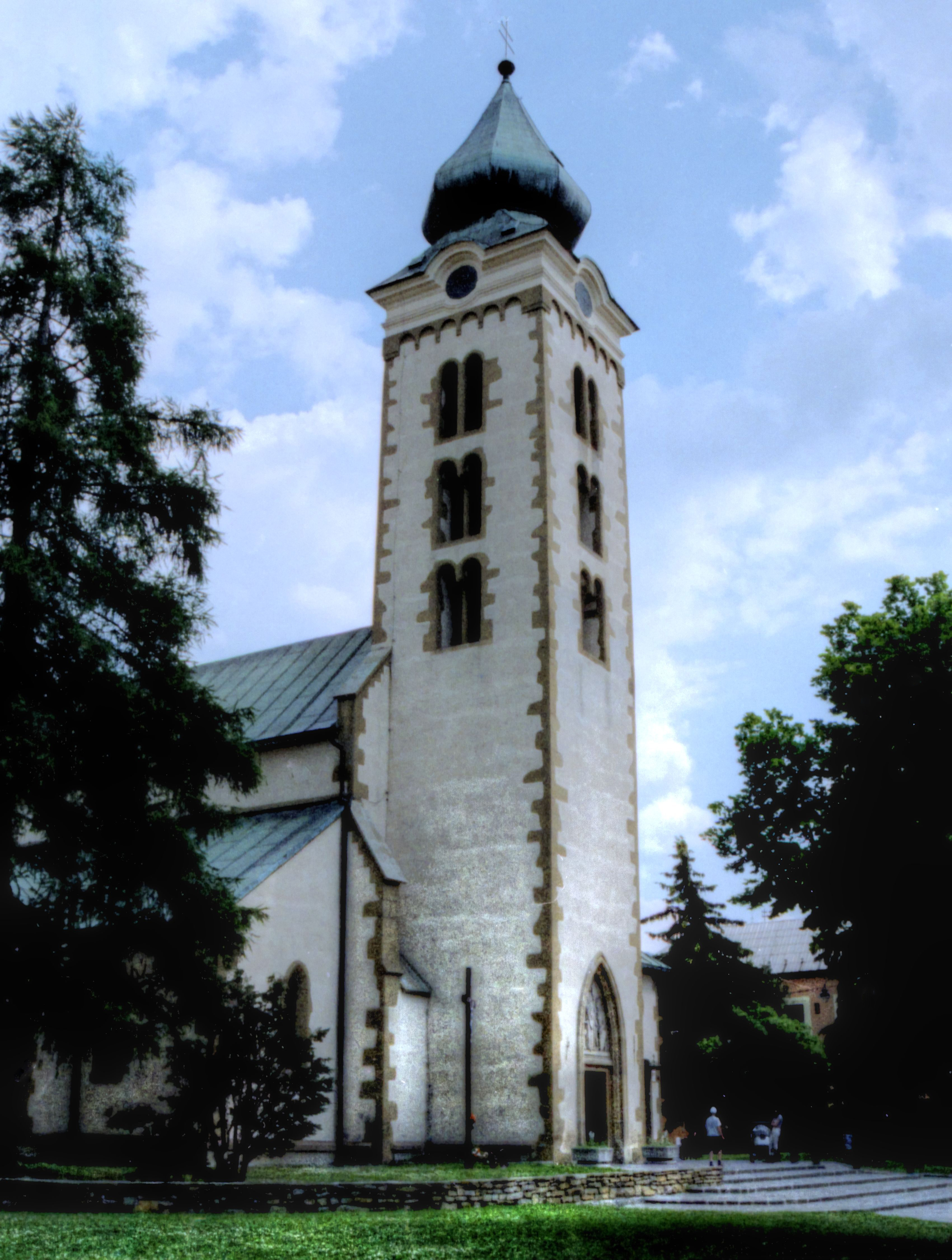
Pohled na věž kostela od severozápadu
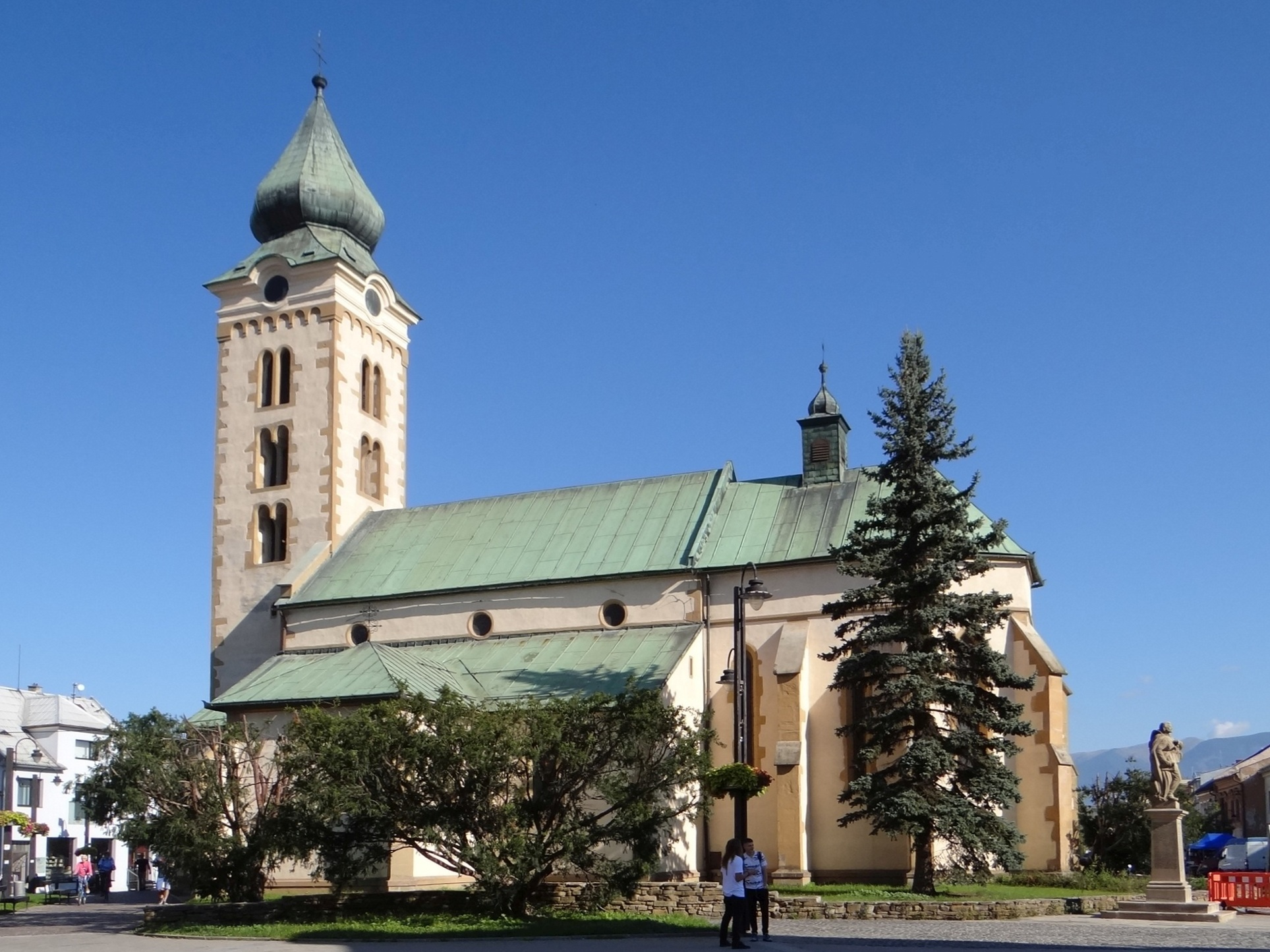
Celkový pohled na kostel od jihu
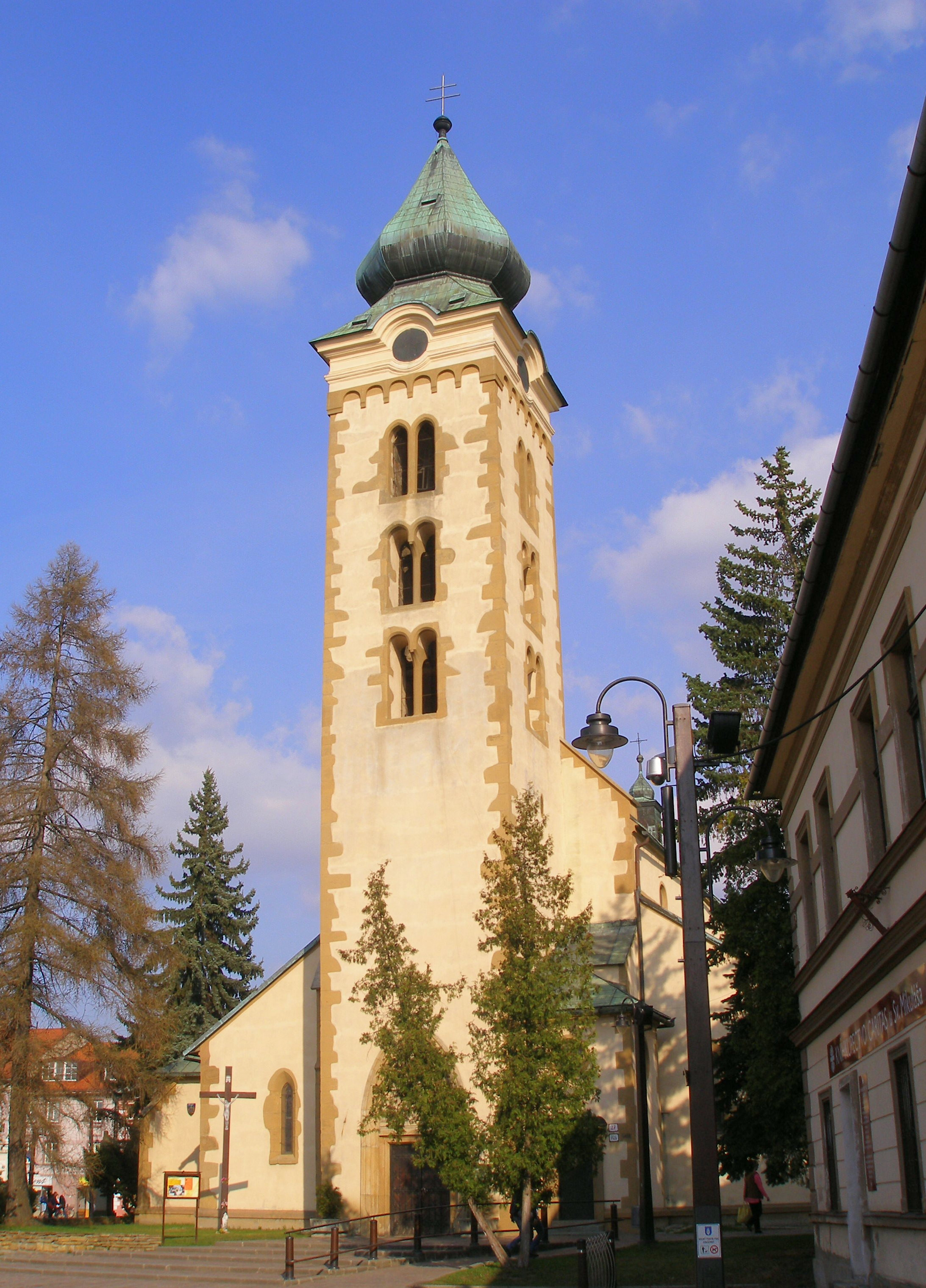
Celkový pohled na kostel od západu
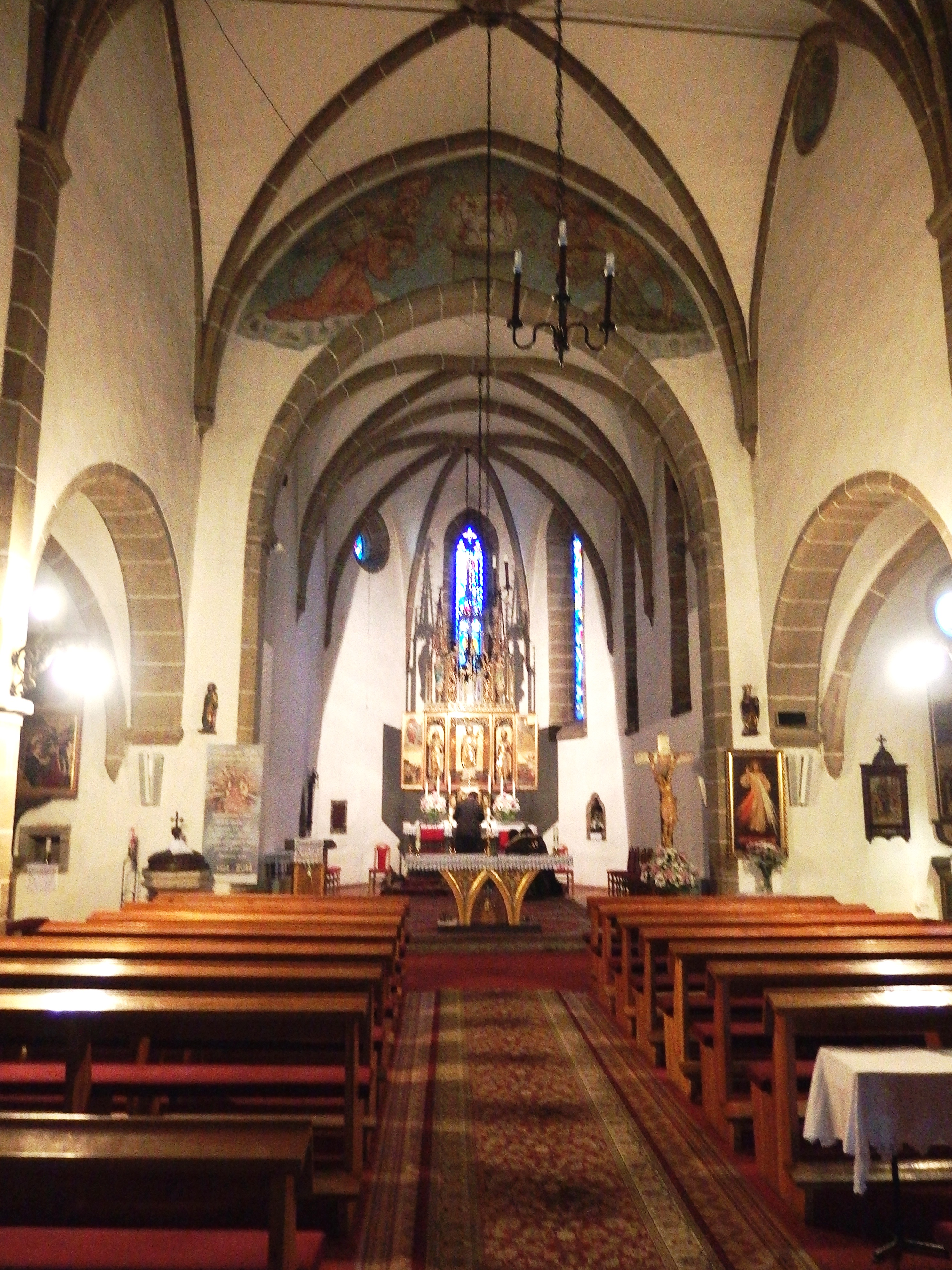
Interiér kostela
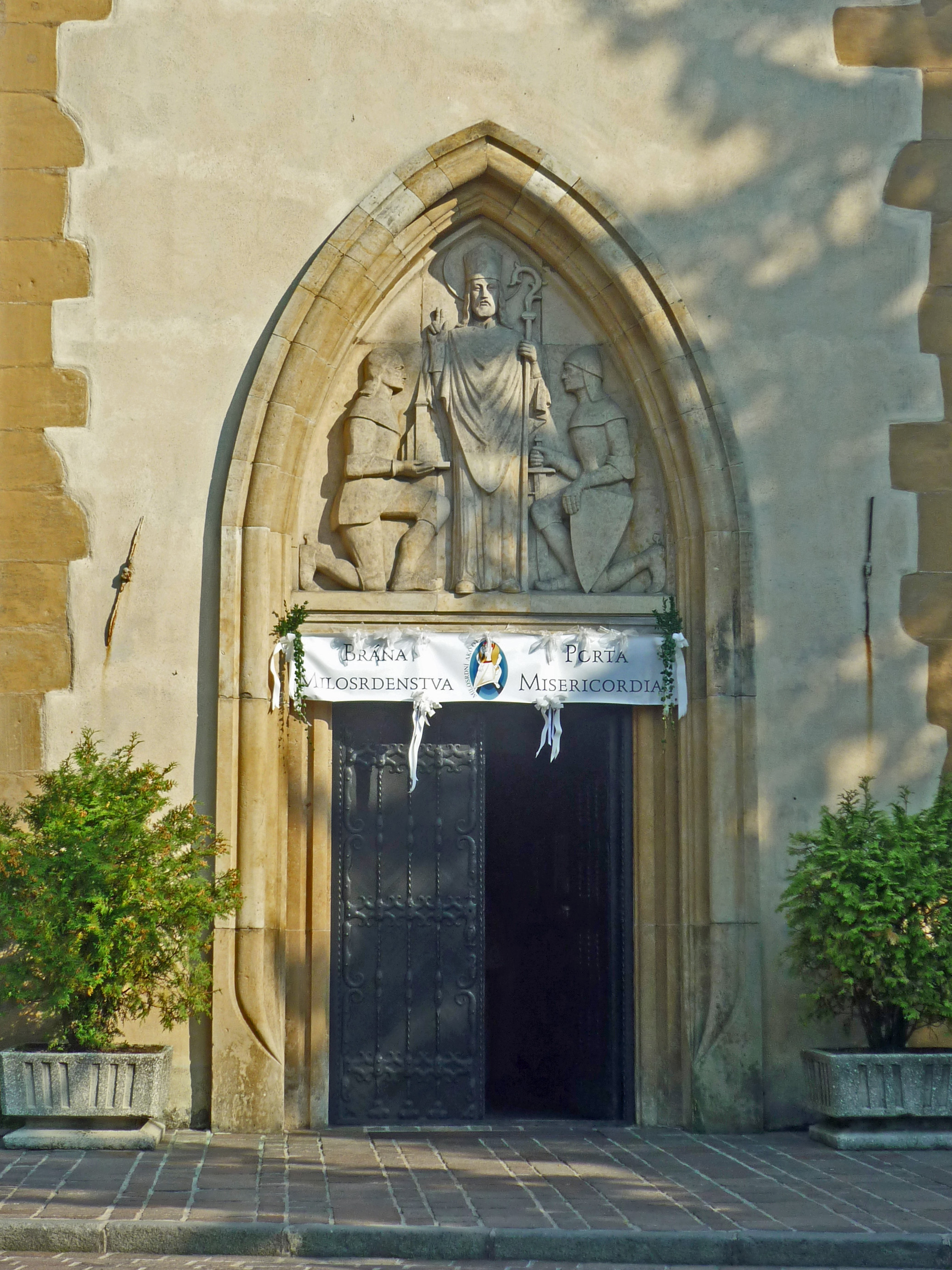
Vstupní portál